# Sidney Lumet
Sidney Lumet (Philadelphia, 25. lipnja 1924. – 9. travnja 2011.) je bio američki filmski i televizijski redatelj, autor više od 50 filmova, kao što su hvaljeni 12 gnjevnih ljudi (1957.), Pasje poslijepodne (1975.), TV mreža (1976.) i Presuda (1982.), za koje je zaradio nominacije za Oscara. 2005. je nagrađen Oscarom za životno djelo.
Prema Enciklopediji Hollywooda, Lumet je jedan od najplodnijih redatelja moderne ere. U prosjeku je snimao više od jednog filma godišnje od svojeg redateljskog debija 1957. Poznat je po svojoj sposobnosti da privuče velike glumce u svoje projekte što mu je omogućilo da snimi mnoge ambiciozne filmove u razdoblju koje je potrajalo više od 50 godina.

## Rane godine
Lumet je rođen 25. lipnja 1924. u Philadelphiji u državi Pennsylvania. Studirao je kazališnu glumu na Professional Children's School i Sveučilištu Columbia.
Roditelji su mu bili Baruch Lumet i Eugenia Wermus, oboje iskusni izvođači u jidiškom kazalištu. Njegov otac bio je glumac, redatelj, producent i scenarist, dok mu je majka bila plesačica. Majka mu je preminula dok je još bio dijete. Lumet je ostvario profesionalni debi na radiju s četiri godine, a u kazalištu u Yiddish Art Theatreu s pet godina. Kao dijete pojavljivao se u broadwayskim predstavama, uključujući Slijepu ulicu. 1935. S 11 godina, Lumet se pojavio u kratkom filmu Henryja Lynna Papirossen temeljenom na hit pjesmi Papirosn čiji je koproducent bio radijska zvijezda Herman Yablokoff. Film je prikazan u kinima pod istim imenom. Predstava i kratki film pojavili su se u Bronx McKinley Square Theatreu. 1939. se jedini put pojavio u dugometražnom filmu, s 15 godina u One Third of a Nation. Drugi svjetski rat mu je 1939. prekinuo ranu glumačku karijeru, a tri godine je proveo u američkoj vojsci.
Nakon povratka iz službe u Drugom svjetskom ratu (1942. – 1946.) kao majstor za radar stacioniran u Indiji i Burmi, organizirao je off-Broadway skupinu i postao njezin redatelj.

## Privatni život
Njegova prva žena bila je glumica Rita Gam (1949-1954.); druga je bila zabavljačica Gloria Vanderbilt (1956. – 1963.); treća je bila Gail Jones (1963. – 1978.), kćer pjevačice i glumice Lene Horne; 1980. se oženio s Mary Gimbel s kojom je bio u braku do svoje smrti. U braku s Gail Jones je dobio dvije kćeri, Amy i glumicu i scenaristicu Jenny koja je nastupila u glavnoj ulozi u filmu Q & A. Napisala je i scenarij za film Rachel se udaje iz 2008.

## Redateljska karijera

### Rana karijera
Lumet je svoju karijeru započeo kao redatelj u manjim kazališnim produkcijama, a nakon toga se prometnuo u cijenjenog televizijskog redatelja. Nakon što je stekao vrijedno iskustvo radeći na manjim kazališnim produkcijama i ljetnim predstavama, 1950. je počeo režirati na novom mediju, televiziji. U svojih šest godina kao televizijski redatelj prvorazrednih serija kao što su Alcoa Theatre i Goodyear Playhouse, Lumet je "stekao značajnu reputaciju kao talentiran i pouzdan." Kako je kvaliteta mnogih televizijskih drama bila tako impresivna, nekoliko njih je adaptirano za filmove.
Njegov prvi film bio je tipičan za njegov rad: "dobro odglumljen, scenaristički zaokružen, snažno angažirani 'problemski film', 12 gnjevnih ljudi (1957.)." Filmski povjesničar Stephen Bowles piše: "12 gnjevnih ljudi bio je povoljan početak za Lumeta. Bio je kritički i komercijalni uspjeh te je ustanovio Lumeta kao redatelja vještog u adaptiranju kazališnih osobina filmu. Pola Lumetovih filmova potječe iz kazališta."
Nakon toga je podijelio svoje napore između drugih idealističkih problemskih filmova, adaptacija kazališnih komada i romana, velikih stiliziranih filmova, napetih melodrama i crnih komedija s naglaskom na New York koje se bave društvom i američkom kulturom.
Nakon režije svog prvog filma, 12 gnjevnih ljudi, prema Siegelovoj Enciklopediji Hollywooda, "predvodio je prvi val redatelja koji su ostvarili uspješan prijelaz s televizije na film."
1960. je režirao još jednu kontroverznu emisiju zbog koje je došao na loš glas: The Sacco-Vanzetti Story na NBC-u; prema New York Timesu, "drama je trebala promovirati slučaj iz države Massachusetts (gdje su Nicola Sacco i Bartolomeo Vanzetti osuđeni i pogubljeni) i ustvrditi kako su osuđeni ubojice zapravo bili potpuno nevini. Ali senzacija je zapravo Lumetu učinila uslugu jer je na njegovu adresu stiglo nekoliko prestižnih filmskih ponuda, uključujući umjetnički trijumf iz 1962., Dugo putovanje u noć."

### Redateljski stil i teme
Prema povjesničarima filma Geraldu Mastu i Bruceu Kawinu, Lumetova "posvećenost glumcima i ritmovima grada učinili su ga najdugovječnijim američkim prenositeljem neorealističke tradicije pedesetih i njezine posvećenosti etičkoj odgovornosti." Navode njegov rani film Brdo (1965.) kao "jedan od politički i moralno najradikalnijih filmova šezdesetih."
Dodaju kako ispod društvenih sukoba u Lumetovim filmovima leži "uvjerenje kako će ljubav i razum na kraju prevladati u međuljudskim odnosima", te da će "zakon i pravda konačno biti zadovoljeni - ili neće." Njegov debitantski film, 12 gnjevnih ljudi, bio je hvaljen u svoje vrijeme: bio je model za liberalnu misao i zajedništvo u Eisenhowerovoj eri; ili je bio alarmantni primjer kako se lako bilo koja porota može pokolebati." Film i njegov redatelj bili su nominirani za Oscar. Lumet je osvojio nagradu Ceha američkih redatelja, a film je naišao na opće pohvale kritičara.
Enciklopedija svjetskih biografija navodi kako su u njegovim filmovima često zastupljeni glumci koji su studirali "metodičnu glumu", "koju karakterizira surovi, introspektivni stil. Vodeći primjer takvih "metodičnih" glumaca bio bi Al Pacino koji je u početku svoje karijere studirao pod paskom glumačkog gurua Leeja Strasberga. Lumet voli spontanost kod svojih glumaca i ugođaja, "improvizatorski izgled postignut snimanjem na lokaciji".

#### Razvoj likova
Prema biografkinji Joanni Rapf, Lumet je uvijek bio "nezavisan redatelj" te je volio snimati filmove o "muškarcima koji skupljaju hrabrost da se suprotstave sustavu, o malom čovjeku protiv sustava". To uključuje i ženske likove u njegovim filmovima, kao u filmu Laku noć, Garbo. "Anne Bancroft utjelovljuje tip lika koji privlači Lumeta: posvećene aktivistice za sve svrhe, koja se bori za prava potlačenih, koja je puna života, glasna, hrabra, koja se odbija konformirati i čije joj shvaćanje života dopušta da umre s dostojanstvom... Laku noć, Garbo na mnogo je načina satira New Yorka."
U intervjuu iz 2006., Lumet je ponovio kako je "fasciniran ljudskom cijenom uključenom u slijeđenje strasti i obveza, te cijenom kojom te strasti i obveze utječu na druge." Ove teme su "jezgra" većine njegovih filmova, naglašava Rapf, "uključujući njegove priče o korupciji u njujorškoj policijskoj upravi i obiteljskim dramama kao što je Daniel.

#### Psihološke drame
Prema povjesničaru filma Stephenu Bowlesu, dokazao se kao "najugodniji i najučnikovitiji redatelj ozbiljnih psiholoških drama, dok je najranjiviji kad se okuša u lakoj zabavi. Njegove nominacije za Oscare, primjerice, bile su za karakterne studije muškaraca u krizi, od njegova prvog filma, 12 gnjevnih ljudi, do Presude. Lumet je doslovno dijete drame." Naglašava da su "gotovo svi likovi u Lumetovoj galeriji vođeni opsesijom ili strašću koje idu od potrage za pravdom, iskrenošću i istinom do hvatanja za ljubomoru, sjećanje ili krivnju. Lumeta toliko ne intrigira objekt njihove fiksacije koliko opsesivno stanje."
Stoga, dodaje Bowles, "Lumetovi protagonisti teže izolaciji, iznimni muškarci koji se suprotstavljaju skupini ili instituciji. Bilo da je protagonist član porote ili stranka u šeprtljavoj pljački, on slijedi svoj instinkt i intuiciju u pokušaju da pronađe rješenja. Lumetov najvažniji kriterij nije jesu li postupci takvih muškaraca ispravni ili ne nego jesu li njihovi postupci nepatvoreni. Ako su takvi postupci opravdani savješću pojedinca, to njegovim junacima daje neobičnu snagu i hrabrost da izdrže pritiske, nasilništva i nepravde drugih. Frank Serpico je, na primjer, Lumetov suštinski junak u prkošenju grupnom autoritetu i obrani vlastitih moralnih uvjerenja." Lumet je u svojoj autobiografiji opisao film Serpico kao "portret pravog buntovnika s razlogom."

#### Pitanja socijalne pravde
"Kao dijete Depresije", piše Joanna Rapf, "odrastajući siromašan u New York Cityju uz sveopće siromaštvo i korupciju, Lumet je postao svjestan važnosti pravde u demokraciji. On kaže kako voli propitivati stvari, ljude, institucije, ono što društvo smatra 'dobrim' i 'lošim'." Međutim, priznaje da ne vjeruje da sama umjetnost ima snagu nešto promijeniti. "Kako on kaže, postoji mnogo 'sranja' kojima se treba baviti u zabavnoj industriji, ali tajna dobrog rada je zadržati svoju iskrenost i svoju strast."
Povjesničar filma David Thomson piše: "On ima čvrste teme: krhkost pravde, te policiju i njezinu korumpiranost." Dodao je: "Lumet je brzo postao cijenjen... te stekao naviku obrađivanja velikih tema - Kritična točka, Vlasnik zalagaonice, Brdo, - te se činio rastrganim između mrtvila i patosa. ... TV mreža ... je bila najbliže što se približio uspješnoj komediji. Bio je raritet sedamdesetih, redatelj sretan da prikaže svoj materijal - ali naizgled neosjetljiv na nj ili promijenjen njime."
Lumet je, govoreći o svojim primarnim filmskim temama, policijskoj korupciji, opisao svoje osjećaje za časopis Cinema Nation:
"Upravo sam dovršio film Vladar grada. To je dugi, kompleskni film i jedan od najtežih i zadovoljavajućih filmova koje sam ikad snimio. Govori o policajcu koji odaje druge policajce... Međutim, ne govori samo o doušništvu. Govori o policajcima i kompleksnosti njihovih života. Poznavao sam dosta policajaca, od kojih se većina pridružila policiji puna ideala. Završe s najvećom stopom samoubojstava i alkoholizma u odnosu na bilo koju profesiju."

#### Okružje New Yorka
Lumet preferira raditi u New Yorku, naglašava Lumetova biografkinja Joanna Rapf, "izbjegavajući dominaciju Hollywooda. Kao i Woody Allen, on sam se opisuje Njujorčaninom." "Uvijek sam volio biti u svijetu Woodyja Allena", rekao je. Tvrdi da se "raznolikost grada, njegove etničke četvrti, njegova umjetnost i kriminal, izopačenost i korupcija, njegova ljepota i ružnoća, spajaju u ono što ga inspirira." Za Lumeta, "New York je ispunjen stvarnošću; Hollywood je zemlja fantazija."
New York je koristio i kao pozadinu - ako ne simbol - njegove "opterećenosti propadanjem Amerike", prema riječima povjesničara filma Scotta i Barbare Siegel. Raspravljajući o značajnosti gradskog ugođaja Lumetu, Bowles naglašava, "Unutar ovog konteksta, Lumeta konstantno privlače situacije u kojima zločin pruža priliku skupini likova da se zbliže. Obično su ti likovi uvučeni u vrtlog događaja koji ne mogu ni shvatiti ni kontrolirati, ali na kojem moraju raditi zajedno kako bi pronašli rješenje."
Kad su ga u intervjuu za New York Magazine 2007. pitali, "Gotovo svi vaši filmovi - od Vlasnika zalagonice do vašeg posljednjeg - imaju intenzivan stupanj one slavne njujorške surovosti. Je li ulična inteligencija uistinu takva razlika između nas i Hollywooda?" Lumet je odgovorio: "U Los Angelesu nema ulica! Nema osjećaja za susjedstvo! Pričaju o nama ne znajući tko živi u istom stambenom kompleksu kao mi - to je sranje! Ja znam tko živi u mojoj zgradi. U Los Angelesu, koliko uistinu možete znati o bilo kome drugome? ... Riječ je jednostavno o ljudskom kontaktu. Čini mi se da naši najveći problemi danas dolaze od povećane izolacije ljudi, svugdje."

#### Redateljske tehnike
Lumet je uvijek, prema Joanni Rapf, preferirao naturalizam i/ili realizam. On ne voli "dekorativni izgled"; rijetko želi da "kamera privlači pozornost na samu sebe; montaža mora biti nenametljiva." Njegov snimatelj, Ron Fortunato, kaže: "Sidney poludi ako vidi da nešto izgleda preumjetnički."
Djelomično zato što je imao volje i sposobnosti baviti se mnogim značajnim društvenim temama i problemima, "on može izvući snažne izvedbe od svojih glavnih glumaca i dobre uloge od karakternih glumaca", piše povjesničar filma Thomson. On je "jedan od najsnažnijih figura njujorškog filma. Kad ih dobije, oslanja se na dobre scenarije."
Prema Katzovoj Filmskoj enciklopediji, "Iako je kritička evaluacija Lumetova rada varirala od filma do filma, gledajući na njegov cjelokupni opus on je vrlo cijenjen. Kritike su ga obično opisivale kao senzitivnog i inteligentnog redatelja koji posjeduje dobar ukus, hrabrost za eksperimente s različitim tehnikama i stilovima te neobičnim darom za rad s glumcima."
Lumet je u svojoj knjizi naglasio tehniku režiranja:
"Netko me jednom upitao kako je snimati film. Rekao sam da to nalikuje izrađivanju mozaika. Svaka postava je kao sitna keramička pločica (postava, osnovna sastavnica filmske produkcije, sastoji se od pozicije kamere i s njom povezane rasvjete). Oslikavaš je, oblikuješ, poliraš na najbolji način na koji znaš. Načiniš ih šest do sedam stotina, možda tisuću. Zatim ih doslovno zalijepiš zajedno i nadaš se da će to što si napravio funkcionirati."
Lumet je 1970. rekao: "Ako si redatelj, onda moraš režirati... Ne vjerujem da trebaš sjediti i čekati dok okolnosti pred tobom ne budu savršene i sve je prekrasno i divno... Nikad nisam snimao film zato što sam bio gladan... Svaki film koji sam snimio bila je aktivna, vjerodostojna, strastvena želja. Želim da svaki film koji snimam bude takav... Dobro se provodim."

#### Vizija budućih filmova
U istom intervjuu za New York Magazine, kad je upitan što predviđa kao novi val u filmskoj umjetnosti, odgovorio je: "Snimali smo u Astoriji i jednog dana sam gledao kako neka djeca stoje ispred škole blizu studija. Bilo je to upravo divno: indijske djevojčice u sarijima, djeca iz Pakistana, Koreje, djeca iz svih krajeva. Zato mislim da će se pojaviti redatelji iz svih zajednica koji će pričati svoje priče. Znate, počeo sam snimati filmove o Židovima, Talijanima i Ircima jer ništa drugo nisam znao."

## Ostavština
Prema povjesničaru filma Bowlesu, Lumet je uspio postati vodeći dramski redatelj djelomično zato što "njegov najvažniji kriterij pri režiranju nije jesu li postupci njegovih protagonista ispravni ili ne, nego jesu li njihovi postupci nepatvoreni." I jesu li ti postupci "opravdani savješću pojedinca, što njegovim junacima daje neobičnu snagu i hrabrost pri suočavanju s pritiscima, nasiljem i nepravdom drugih." Njegovi su nam filmovi stoga dali "suštinskog junaka koji prkosi skupini autoriteta i brani vlastiti kod moralnih vrijednosti."
Memoari o Lumetovu životu na filmu, Making Movies (1996.), "iznimno su bezbrižni i zarazni u svojem entuzijazmu kad govori o vještini snimanja filmova", piše Bowles, "te su u kontrastu s tonom i stilom većine njegovih filmova. Lumetov redateljski potpis je vjerojatno rad s glumcima - i njegova iznimna sposobnost da izvuče visokokvalitetne, ponekad iznimne izvedbe od onih od kojih se to ne bi očekivalo." Jake Coyle, novinar Associated Pressa, se složio: "Iako je Lumet s godinama sve više relativno podcijenjeniji, glumci su pod njegovom palicom uvijek ostvarivali neke od svojih najupečatljivijih izvedbi. Od Katharine Hepburn do Faye Dunaway, Henryja Fonde do Paula Newmana, Lumet je bio poznat kao glumački redatelj.
Predsjednik Akademije filmskih umjetnosti i znanosti Frank Pierson je rekao: "Lumet je jedan od najvažnijih filmskih redatelja u povijesti američke kinematografije, a njegovo je djelo ostavilo neizbrisivi znak na publici i samoj povijesti filma." James Verniere iz Boston Heralda je napisao: "U vrijeme kad je američka filmska industrija uporna u namjera da vidi koliko nisko može otići, Sidney Lumet ostaje majstor moralno kompleksne američke drame."
Teoretičarka filma Joanna Rapf je, kompletirajući 2006. svoje intervjue s Lumetom, napisala: "Još strastveno energetičan, mladolik i strastven kad se radi o životu, ... traži 'prave' ljude i 'prave' situacije, a priče koje može ispripovijedati o njima su 'humane, iskrene i ponekad ilustrativne o nekim najvažnijim trenucima života."

## Filmografija
| Godina | Naslov                                         |
| ------ | ---------------------------------------------- |
| 1957.  | 12 gnjevnih ljudi                              |
| 1958.  | Trema                                          |
| 1959.  | That Kind of Woman                             |
| 1959.  | Zmijska koža                                   |
| 1961.  | Pogled s mosta                                 |
| 1962.  | Dugo putovanje u noć                           |
| 1964.  | Vlasnik zalagonice                             |
| 1964.  | Kritična točka                                 |
| 1965.  | Brdo                                           |
| 1966.  | The Group                                      |
| 1967.  | The Deadly Affair                              |
| 1968.  | Bye Bye Braverman                              |
| 1968.  | Morski galeb                                   |
| 1969.  | Ljubavni sastanak                              |
| 1970.  | King: A Filmed Record... Montgomery to Memphis |
| 1970.  | Last of the Mobile Hot Shots                   |
| 1971.  | Klan Dukea Andersona                           |
| 1972.  | Dječja igra                                    |
| 1972.  | The Offence                                    |
| 1973.  | Serpico                                        |
| 1974.  | Zaljubljeni u Molly                            |
| 1974.  | Ubojstvo u Orijent Expressu                    |
| 1975.  | Pasje poslijepodne                             |
| 1976.  | TV mreža                                       |
| 1977.  | Equus                                          |
| 1978.  | Čarobnjak                                      |
| 1980.  | Samo mi reci što želiš                         |
| 1981.  | Vladar grada                                   |
| 1982.  | Presuda                                        |
| 1982.  | Smrtonosna zamka                               |
| 1983.  | Daniel                                         |
| 1984.  | Laku noć, Garbo                                |
| 1986.  | Moć                                            |
| 1986.  | Jutro poslije                                  |
| 1988.  | Na izmaku snaga                                |
| 1989.  | Obiteljski posao                               |
| 1990.  | Q & A                                          |
| 1992.  | Stranac među nama                              |
| 1993.  | Guilty as Sin                                  |
| 1997.  | Sumrak na Manhattanu                           |
| 1997.  | Intenzivna njega                               |
| 1999.  | Gloria                                         |
| 2004.  | Ogoljeni                                       |
| 2006.  | Find Me Guilty                                 |
| 2007.  | Dok vrag ne sazna da si mrtav                  |

## Vanjske poveznice
- Sidney Lumet u internetskoj bazi filmova IMDb-u (engl.)
- Sidney Lumet na Internet Broadway Databaseu (engl.)
- Profil na FilmForceu  Arhivirana inačica izvorne stranice od 24. rujna 2006. (Wayback Machine)
- A serious voice in American Cinema
- FilmStew interview  Arhivirana inačica izvorne stranice od 18. svibnja 2006. (Wayback Machine)